# 薩沙·博埃
萨沙·博埃（法語：Sacha Boey；2000年9月13日—）是一名法国職業足球員，目前效力於德甲球隊拜仁慕尼黑。

## 外部連結
- Soccerway資料庫：薩沙·博埃
- worldfootball.net：薩沙·博埃之統計數據 （英文）
- 法国足球协会上的 薩沙·博埃 （法文） 存档于webarchive.org.
- Stade Rennais Profile （页面存档备份，存于）